# San Francisco Vigilance Movement

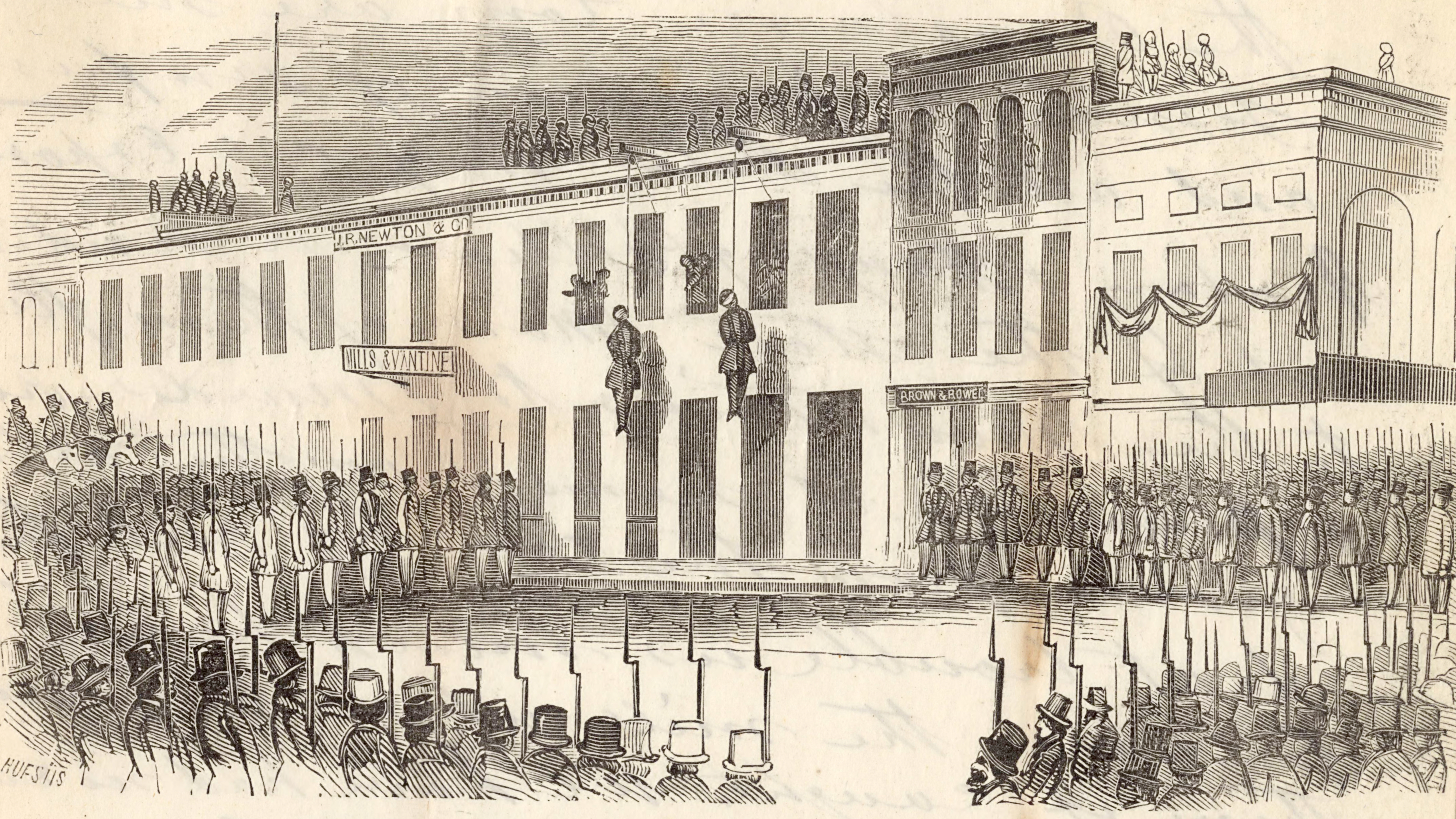
Charles Cora et James Casey pendus par le comité de vigilance à San Francisco, en 1856.

Le San Francisco Vigilance Movement est un comité de vigilance qui s'est constitué par deux fois à San Francisco en 1851 et en 1856, pendant la ruée vers l'or en Californie, afin de lutter contre la criminalité et la corruption.